# Scooter (veicolo)

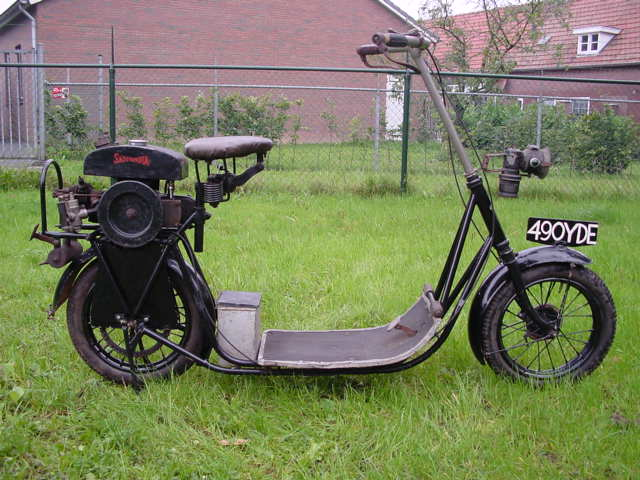
L'ABC Scootamota del 1919

Lo scooter (dall'inglese, to scoot: sfrecciare, scappare, andare di corsa) è un veicolo motorizzato, molto "pratico e veloce" nel traffico cittadino, caratterizzato da due ruote di piccolo diametro, motore e trazione posteriore, telaio basso e centralmente aperto, con pedana che consente una guida seduta, con le gambe parallele, e il busto eretto. 
Sebbene i primi esemplari non fossero italiani, la Vespa (della Piaggio) è uno tra gli scooter simbolo dell'italianità nel mondo, e forse anche il più famoso e conosciuto.
Nonostante gli scooter più comuni siano generalmente dotati di due ruote, con diametro inferiore rispetto a quello delle motociclette, esistono anche modelli dotati di ruote più grandi e di più ruote (fino a quattro). A seconda della potenza e della cilindrata, gli scooter possono essere classificati come ciclomotori o come motocicli. 
In lingua italiana tale veicolo viene indicato anche con i termini motoretta o motorino  (da cui è derivato: “motorettista” per il suo conducente) o meno comunemente come motorscooter (ovvero la denominazione originale del mezzo in inglese), motoscuter o scuter (italianizzazioni dei termini inglesi).

## Etimologia
L'esistenza della pedana che richiama il monopattino, originò il termine scooter, derivato dal verbo inglese "to scoot" che significa "pattinare".
La diffusione del termine Scooter si deve principalmente al successo commerciale del modello prodotto dalla casa inglese ABC, denominato "Scootamota" con la chiara intenzione di richiamare per assonanza la locuzione "scooter motor", ovvero "monopattino a motore".

## Descrizione
Solitamente dotati di ruote di diametro ridotto, presentano tutti il motore in posizione arretrata, sotto la seduta e solitamente nascosto da cofani laterali o da una carenatura integrata nella scocca, spesso solidale con il braccio oscillante della sospensione posteriore.
Tra i tipi maggiormente diffusi vi sono tradizionalmente quelli di cilindrata di 50 cm³ a due tempi, guidabili previo conseguimento della patente AM, ottenibile a 14 anni.
In tempi recenti si è vista la diffusione dei cosiddetti maxiscooter, modelli solitamente a cambio Variomatic di maggiori dimensioni e adatti alle lunghe percorrenze, con motori da 125 cm³ a 839 cm³ e per i quali è necessaria una patente di guida di categoria A1, A2 o A3 a seconda della potenza del mezzo.
In questa categoria rientrano anche i modelli ripieghevoli, generalmente utilizzati come veicoli accessori per barche o auto, come nel caso dell'Honda NCZ 50 Motocompo.
Si possono considerare varianti degli scooter le tipologie tubone e moto da donna.

## Tecnica
Esistono diverse categorie di scooter, tutte basate sulla cilindrata del propulsore: 50, 100, 125, 150, 180, 200, 250, 300, 400, 500, 600 (Silver Wing), 650 centimetri cubi (Suzuki Burgman) e addirittura 839 (Gilera GP800). Il corpo dello scooter è rapportato alla cilindrata, per cui uno scooter 50 cm³ normalmente ha ruote da 10, 12, 13 o 14 pollici (gli scooter a ruote alte come l'Aprilia Scarabeo anche da 16 pollici) e una massa vicina ai 90 kg.

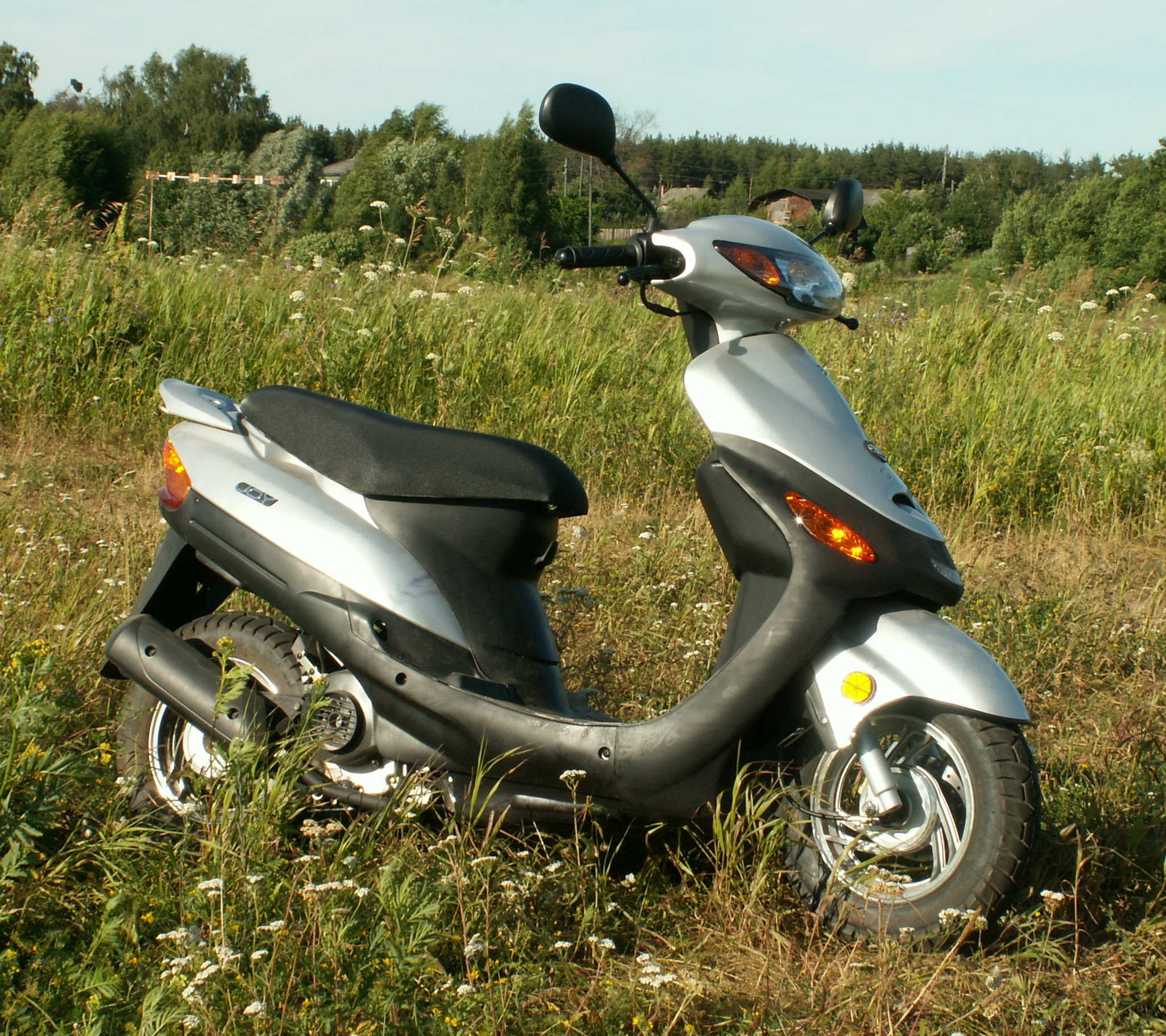
Tipico scooter moderno

Il propulsore degli scooter è (di norma) a due tempi nella categoria 50 cm³, spesso a quattro tempi nelle altre per questione di affidabilità e consumi, ma il motore a quattro tempi comincia a diffondersi anche nella categoria 50.
Non ha un vero cambio ad ingranaggi, con eccezione dei modelli più vecchi, ma un cambio a variazione continua, che permette al motore di girare sempre al regime ottimale. Un dispositivo denominato variatore, insieme ad un correttore di coppia, modifica il rapporto di trasmissione in base alla velocità angolare dell'albero motore per rendere l'erogazione più fluida.
I propulsori da 50 cm³ sono raffreddati ad aria o a liquido, e spesso dotati di carburatore, ma esistono modelli ad iniezione, quali l'Honda Zoomer, il Piaggio NRG Power Pure Jet e l'Aprilia SR 50 Ditech (questi ultimi a due tempi).
Dalla cilindrata di 125 cm³ in su si predilige il motore a quattro tempi, con raffreddamento ad aria o a liquido, dotato di carburatore oppure di iniezione elettronica.
Un tempo dotati esclusivamente di freni a tamburo, nella maggior parte dei casi oggi questi vengono limitati alla ruota posteriore. Sui modelli più potenti vengono montati due o tre freni a disco, di cui due sulla ruota anteriore, questo soprattutto nel caso dei maxiscooter.